# Xavier O'Callaghan
Xavier O'Callaghan Ferrer (Barcelona, 2 de março de 1972) é um ex-handebolista profissional espanhol, medalhista olímpico.